# Aarne Haapakoski
Aarne Haapakoski (Pieksämäki, 18 de março de 1904 — Málaga, Espanha, 24 de janeiro de 1961) foi um escritor finlandês.
Haapakoski é talvez melhor conhecido pelas séries de ficção policial sobre o arquiteto/detetive Klaus Karma e uma série de ficção científica sobre o robô Atorox. As histórias de Atorox foram redigidas sob o pseudônimo de Outsider. O prêmio finlandês de ficção científica é chamado de Atorox.